# Atherinops affinis
Genre
Espèce
Statut de conservation UICN

 LC  : Préoccupation mineure
Atherinops affinis, communément appelé Capucette barrée ou Athérine Grognon, est une espèce de poissons de la famille des Atherinopsidae. C'est un nettoyeur tropical qui vit dans les forêts de kelps. C'est la seule espèce du genre Atherinops (monotypique).

## Utilisations
Il a été sujet d'études et est utilisé comme animal de laboratoire en écotoxicologie pour évaluer l'action de certains polluants marins. 
Une étude récente a par exemple montré qu'un seul mégot de cigarette par litre d'eau tue la moitié des poissons exposés à cette eau (lixiviat), de même que pour le  poisson d'eau douce Pimephales promelas qui fut son pendant dulçaquicole durant cette expérimentation.